# Laminazione delle ciglia
La laminazione delle ciglia (lash lift in inglese) è un trattamento estetico volto ad incurvare e dare maggiore visibilità alle ciglia. 
Il trattamento è suddiviso in diversi passaggi, questi solitamente sono: stiratura del pelo, fissaggio della curvatura, tinta ed infine aggiunta delle sostanze nutritive.
Talvolta non sono inclusi, nel servizio, tutti e quattro gli step citati. 
La (o il) professionista che esegue questo genere di trattamento viene definita lamimaker.

## Storia
La laminazione ciglia affonda le proprie radici nei trattamenti (simili) eseguiti sui capelli (stiratura dei capelli); perciò le origini possono richiamarsi, anche, agli inizi del 900'.
Altri metodi di incurvamento delle ciglia (come il piegaciglia) sono i predecessori di questo trattamento che ha iniziato ad avere piena diffusione solo nei primi anni 2000.

## Il trattamento
Il trattamento di laminazione delle ciglia consiste di più passaggi.
È possibile distinguere tra, la cosiddetta, permanente delle ciglia (eyelash perm in inglese); che prevede solo stiratura della ciglia e seguente fissaggio della curvatura della stessa; dalla laminazione completa, che prosegue con i passaggi di tintura del pelo e apporto di sostanze nutritive alla ciglia. 

### Preparazione
La fase di preparazione è parte integrante del trattamento.

In primis viene eseguito il lavaggio delle ciglia per rimuovere residui di grasso, polvere e cosmetici; poi le ciglia vengono asciugate.

Il procedimento prosegue con l'applicazione degli appositi patch (al di sotto dell'occhio) che svolgeranno un ruolo protettivo (per la pelle del contorno occhi) e, contemporaneamente, verranno sfruttati per bloccare le ciglia inferiori e separarle da quelle superiori.

A questa fase seguono la valutazione della forma dell'occhio e misurazione delle ciglia.
Infine vi è l'apposizione un bigodino (in silicone) sul quale vengono incollate (con apposita colla) le ciglia.
Le ciglia vengono distese manualmente (con pinzette ad hoc) sul bigodino e fissate.

La forma del bigodino scelta influirà sulla curvatura che le ciglia assumeranno a conclusione del processo.

Gli occhi del cliente rimangono chiusi per tutta la durata del trattamento.

### Stiratura chimica del pelo
Nel primo passaggio avviene la stiratura chimica del pelo, il cui concetto e modus operandi sono i medesimi usati nella permanente (chimica) eseguita sui capelli.
La sostanza utilizzata per lisciare il pelo (e renderlo quindi malleabile) è il tioglicolato di ammonio.

Il pelo è costituito prevalentemente da cheratina, che è proteina una proteina ricca di zolfo; presente nei residui amminoacidici di cisteina costituenti la catena peptidica della stessa cheratina. 

Il tioglicolato di ammonio agisce andando a rompere i ponti disolfuro che si creano, appunto, tra gli atomi di zolfo.

La soluzione usata è una soluzione di  tioglicolato di ammonio (contenente il gruppo tiolo) e ammoniaca (o cisteamina),  perché le sostanze alcaline rigonfiano il pelo, allargando la cuticola consentendo così una reazione rapida.
Il tioglicolato agisce da riducente.

Lo ione del tioglicolato HSCH2COO– spezza i ponti disolfuro secondo la reazione:
2 HS-CH2-COO– + -S-S- → –OOCCH2-S-S-CH2COO– + 2 -SH

### Fissaggio della curvatura
Rotti i ponti disolfuro si procede con la neutralizzazione della reazione usando una sostanza che agisca da ossidante, come, ad esempio, il perossido di idrogeno (H2O2).

La reazione è la seguente:

2 cheratina-SH + H2O2→ cheratina-S-S-cheratina + 2 H2O

Questo passaggio rappresenta il fissaggio chimico della curvatura. Mentre in fase di preparazione (come spiegato sopra) si agisce meccanicamente col tiraggio e il fissagio delle ciglia.

L'intero processo viene eseguito sulla formina di silicone; nessuna di queste sostanze viene a contatto con la pelle ma solo con il pelo, la palpebra deve rimanere protetta.

### Tinta
Fissata la curvatura si procede con la colorazione del pelo, la tinta.

Questo passaggio serve ad evidenziare ancora di più ciglia intensificandone il colore. Solitamente, per fare ciò, vieni usati il colore nero (perché più intenso) ma esistono tinte per ciglia di vari colori e tonalità(castano, biondo ecc.).

### Sostanze nutritive
L'ultimo, eventuale, step è quello dell'aggiunta delle sostanze nutritive per la ciglia.

Questo passaggio (sebbene non sempre integrato) è molto importante perché le ciglia nel primo step (stiratura) subiscono comunque un piccolo danneggiamento che viene solo in parte ricomposto nella fase di neutralizzazione della prima reazione.

Per questo l'apporto (esogeno) di sostanze quali cheratina e collagene idrolizzato può risultare determinante nella ricostruzione della struttura cheratinica dele pelo e per il mantenimento delle sue proprietà elastiche.
Quest'ultimo step può anche portare all'ispessimento, e conseguente maggiore visibilità, delle ciglia e all'ottenimento di un effetto cumulativo ripetendo il processo di laminazione ad intervalli regolari.

## Durata
La durata, approssimativa, del risultato varia dalle 6 alle 8 settimane.

### Durata della seduta
Una seduta di laminazione ciglia (completa) dura circa un'ora e mezza.

### Durata della risultato
Il risultato del trattamento dura circa 4-6 settimane, a seconda della tipologia di peli e della frequenza di lavaggio del viso.
Tuttavia, la durata del risultato sulle ciglia dipende dal ciclo vitale delle ciglia (che differisce, entro certi limiti, da persona a persona).

Alla caduta delle "ciglia laminate" vi saranno nuove ciglia che non avranno subito il processo.

## Prezzo
La laminazione sopracciglia è un trattamento estetico che permette di dare alle sopracciglia un aspetto più definito, ordinato e sollevato. 
Il trattamento consiste nell'applicazione di prodotti specifici che modificano la forma e la direzione delle sopracciglia.
ll costo del trattamento si aggira tra i 30 e i 50 euro a seduta.

## Altro sulla laminazione ciglia

### Effetto cumulativo
La laminazione ciglia può portare (con ripetuti trattamenti a cadenza periodica) ad avere risultati cumulativi tra una laminazione e l'altra. Questo può avvenire grazie all'utilizzo delle sostanze nutritive aggiunte alla fine del processo.
Cheratina e collagene idrolizzato (e non solo) possono rendere il pelo più spesso e resistente, allungandone il ciclo vitale. Da qui un primo, potenziale, effetto cumulativo.

Inoltre il follicolo pilifero può, indirettamente, beneficiare di un pelo rafforzato vista la minore probabilità che questo si spezzi nei pressi del follicolo, evitando così eventuali ripercussioni sullo stesso. Infine, il collagene idrolizzato, posto nei dintorni del follicolo può portare benefici alla pelle circostante e quindi anche al follicolo pilifero.

### Laminazione per "curare"
In certe situazioni la laminazione potrebbe risultare "strumento" utile per alcune patologie delle ciglia; come, ad esempio, la trichiasi.

In caso di trichiasi si hanno ciglia spioventi o, più spesso, addirittura direzionate verso il bulbo oculare.

Queste ciglia irregolari (che possono causare serie lesioni) potrebbero venire reindirizzate grazie ad un trattamento come la laminazione ciglia che agisce mutando la struttura del pelo.

## Controindicazioni
La laminazione ciglia non ha particolari controindicazioni (se eseguita correttamente), ma è sempre bene, a scopo precauzionale effettuare un patch test (con quantità minime di tutti i prodotti che verranno usati) sul cliente ed attendere 24 ore per scovare eventuali allergie.

In ogni caso, i prodotti non vanno a contatto diretto con la pelle (salvo, eventualmente, le sostanze nutritive).

### Laminazione ciglia e gravidanza
Le sostanze usate nella laminazione non vanno a contatto diretto con la pelle (eccetto, in alcuni casi, per quelle nutritive, che però sono stanze già presenti nell'organismo umano).

Le ciglia, unica parte interessata, non hanno contatti col flusso sanguigno, perciò un eventuale laminazione in gravidanza non comporta alcun rischio per il feto.
L'unica, eventuale, complicazione può risultare per chi si trova in gravidanza avanzata; dovendo rimanere sdraiati supini per circa 90 minuti si potrebbero avere dolori alla zona lombare a causa del peso del "pancione".

### Laminazione ciglia sbagliata e correzione
La laminazione ciglia per la stiratura del pelo prevede l'uso di un acido; questo se non usato sapientemente (applicazione e tempi di posa) potrebbe causare la bruciatura chimica delle ciglia.
In caso di bruciatura le uniche due alternative sono:
1. l'attesa di un completo ricambio cigliare;
2. un trattamento di correzione della laminazione sbagliata.

Nel secondo caso si agisce eseguendo una laminazione simile a quella classica ma con prodotti meno aggressivi (acido tioglicolico alza rapidamente pH e quindi è meno adatto per una correzione).

Le correzioni prevedono una maggiore esperienza e know how e non sono eseguite, perciò, da tutte le lamimaker.

#### Laminazione ciglia "fai da te"
È possibile reperire sul mercato prodotti proposti per trattamenti di laminazione ciglia eseguiti senza l'ausilio di un professionista.

La gestione di un trattamento eseguito in prossimità degli occhi senza la necessaria esperienza (e conoscenza) potrebbe avere esiti nocivi alla salute.

In aggiunta, questi prodotti, talvolta, risultano essere di bassa qualità perché non realizzati da produttori specializzati.